# Михкельсон, Марко

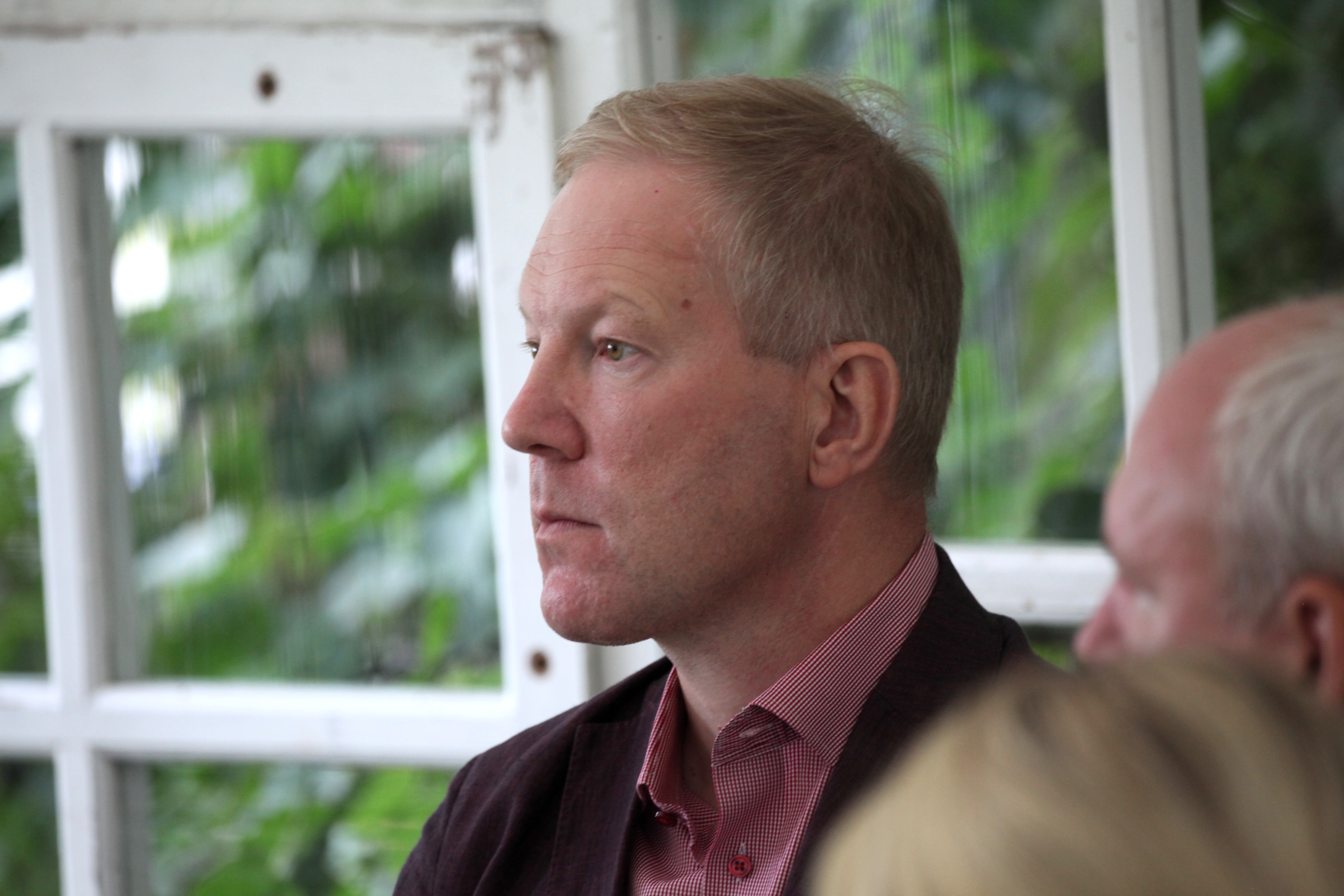
Марко Михкельсон (2021)

Марко Михкельсон (р. 30 ноября 1969, Валга) — эстонский политический деятель и журналист.

## Биография
Окончил 1-ю среднюю школу города Валга в 1988 году и Тартуский университет в 1993 году по специальности история. В 1999 году получил степень магистра истории. Темой магистерской работы было «Политическое развитие России с 1990 по 1996 год».
Работал редактором в отделе зарубежных новостей газеты Постимеэс в 1993—1994 годах, корреспондентом в Москве в 1994—1997 годах и главным редактором в 1997—2000 годах. Был директором Балтийского центра по изучению России в 2000—2003 годах.
Является членом совета недоходного предприятия «MTÜ Baltic Center for Russian Studies», членом совета общества с ограниченной ответственностью «OÜ Balti Venemaa Uurimise Keskus» (ООО Балтийский центр по изучению России), членом совета акционерного общества «AS Eesti Välispoliitika Instituut» (АО Эстонский институт внешней политики), членом недоходного предприятия «MTÜ Ratsaspordiklubi Hippus» (НП Клуб верховой езды Гиппус), а также членом «MTÜ Põhja-Euroopa Intellektuaalomandi Turundus-ja Arenduskeskus» (НП Северно-европейский центр маркетинга и развития интеллектуальной собственности).
Был членом городского собрания в Валге в 2002—2003 годах и членом X и XI созывов Рийгикогу. Является председателем комиссии Рийгикогу по делам Европейского союза. С 2001 года член политической партии Союз Отечества и Res Publica (до 2006 года член партии «Res Publica»).
В X состав Рийгикогу Михкельсон баллотировался по списку Res Publica в 11-м избирательном округе (уезды Выру, Валга и Пылва). Набрал 1313 голосов и прошёл в парламент с компенсационным мандатом. Входил в состав комиссии по внешней политике.
В XI состав Рийгикогу баллотировался по списку Союза Отечества и Res Publica в 4-м избирательном округе (уезды Харью и Рапла). Набрал 2697 голосов и прошёл в Рийгикогу. Занимал должность председателя комиссии по делам Евросоюза и был членом комиссии по внешней политике.
В XII состав Рийгикогу избирался от Союза Отечества и Res Publica в 4-м избирательном округе (уезды Харью и Рапла), набрал 3943 голосов. В общегосударственном списке был на 10-м месте.
В 2002 году баллотировался от партии Res Publica на выборах местного самоуправления Валга, стал членом городского самоуправления, набрав 216 голосов.
В 2004 году участвовал в качестве кандидата в выборах в Европарламент от «Объединения за республику — Res Publica», набрал 1361 голоса, не прошёл.
В 2005 году неудачно баллотировался в волости Виймси, набрав 84 голоса. В 2009 году на выборах в то же самоуправление набрал уже 318 голосов, однако членом волостного правления Виймси не стал и в этот раз.

## Взгляды
Является членом консервативно-националистической партии Союз Отечества и Res Publica, выступает с позиций, которые порой расцениваются как русофобские. Часто выступает в прессе с антироссийскими заявлениями.

## Награды
- Командорский крест ордена Инфанта дона Энрике (2003, Португалия)
- Большой офицерский крест ордена «За заслуги перед Итальянской Республикой» (2004, Италия)
- Большой командорский крест ордена Великого князя Литовского Гядиминаса (2004, Литва)
- Командорский крест ордена Трёх звёзд (4 июня 2012 года, Латвия)[11]
- Золотой знак Министерства обороны Эстонии (2004)
- Офицерский крест национального ордена «За заслуги» (2017, Франция)[12]
- Рыцарский крест национального ордена «За заслуги» (2005, Франция)
- Орден Белой звезды IV класса (2006)
- Орден «За заслуги» II степени (4 ноября 2022 года, Украина) — за весомый личный вклад в укрепление межгосударственного сотрудничества, поддержку государственного суверенитета и территориальной целостности Украины, популяризацию Украинского государства в мире[13].
- Медаль Балтийской ассамблеи (8 ноября 2011 года)[14].

## Публикации

### Книги
- «Venemaa: valguses ja varjus». Eessõna: Andrei Nekrassov. Kirjastus Varrak, Tallinn 2010, 264 lk; ISBN 9789985321898 («Россия: на свету и в тени»)
- Adamson, A. ; Ant, J. ; Mihkelson, M. ; Valdmaa, S.; Värä, E. Lähiajalugu. Õpik XII klassile. (Tallinn, 2000) (Новейшая история. Учебник для XII класса)

### Статьи
- Venemaa norib tüli, Postimees, 29. november 1995 (эст.) («Россия нарывается на скандал»)
- Suurte suhete veealused karid, Postimees, 3. august 2009 (эст.) («Подводные течения отношений „больших“»)
- Verise võimuvõitluse tagamaad, Postimees, 12. aprill 2010 (эст.) («Подоплёка кровавой борьбы за власть»)
- Mihkelson, M. Baltic-Russian Relations in Light of Expanding NATO and EU. — Demokratizatsiya. The Journal of Post-Soviet Democratization, Vol. 11, 2003, no. 2.
- Mihkelson, M. Russia’s Policy toward Ukraine, Belarus, Moldova, and the Baltic States. — Toward an Understanding of Russia. New European Perspectives. (New York, 2002).